# 雙生新雀鯛
雙生新雀鯛（學名：Neopomacentrus sororius），是輻鰭魚綱鱸形目雀鯛科新雀鯛屬的其中一種，分布於印度洋肯亞到泰國, 南至印尼海域，深度2至14公尺，本魚體呈橢圓形且側扁，吻短且圓鈍，具頷齒，體被櫛鱗，尾鰭深叉形，上下葉延伸呈絲狀，體色淡灰色，魚鱗具有深色邊緣形成網狀紋，尾鰭、臀鰭、背鰭軟條部黃色，胸鰭基部有一藍色斑點，背鰭硬棘13枚、背鰭軟條11-12枚、臀鰭硬棘2枚、臀鰭軟條11-12枚，體長可達6.4公分，棲息在珊瑚礁和岩礁，以浮游生物為食，繁殖期時成對出現，雄魚會守護卵直到孵化，生活習性不明。